# Yandex Launcher
Yandex Launcher (russisch Я́ндекс.Ло́нчер) ist eine kostenlose GUI-Shell für das Organisieren des Arbeitsbereichs auf Android-Smartphones.

## Funktionen
Gemäß den Informationen von The Next Web ist der integrierte Empfehlungsdienst eine der Hauptfunktionen von Yandex Launcher. Basis des Empfehlungsdienstes ist die Technologie des maschinellen Lernens, anhand derer Apps, Spiele, Videos und andere Inhalte bereitgestellt werden, die für den Nutzer von Interesse sein könnten. Die Hauptelemente von Launcher sind der Inhaltsfeed mit personalisierten Empfehlungen von Yandex Zen sowie ein System aus empfohlenen Apps. Beide Elemente sind in Launcher integriert und analysieren die Lieblingsseiten des Nutzers und andere Aspekte seines Verhaltens, um so ein Modell der Nutzerpräferenzen bereitzustellen.
Andere Funktionen des Launchers: Themen für die Benutzeroberfläche, Sammlungen von Hintergrundbildern, Schnellsuche nach Kontakten, Apps und Webseiten, Suche nach App-Symbolfarbe, „intelligente“ Ordner und Widgets, integrierte Benachrichtigungen bei Symbolen. Screen-Manager, ein visuelles Editorraster für Symbole.

## Geschichte
2009 veröffentlichte das Unternehmen SPB Software die SPB Mobile Shell-Anwendung. Im Jahr 2011 wurde SPB Software von Yandex gekauft. So konnte sich Yandex die Rechte für die Produkte des Unternehmens sichern, einschließlich der SPB Shell 3D. Dabei handelte es sich um eine Bezahlanwendung.
Nach der Übernahme durch Yandex erhielt die Shell einen neuen Namen – Yandex.Shell. Die Dienste des Unternehmens wurden darin integriert; für Benutzer aus Russland und anderen Ländern war sie kostenlos erhältlich.
2014 veröffentlichte Yandex eine modifizierte Android-Firmware, die den Namen Yandex.Kit trug. Die Yandex-Dienste waren eng in die Firmware integriert. Eine mit dieser Firmware mitgelieferte Standard-App war der Launcher auf der Basis von Yandex.Shell. Das Yandex.Kit war auf Huawei-Smartphones vorinstalliert.
Am 6. Oktober 2015 wurde die Yandex Launcher GUI-Shell veröffentlicht. Obwohl die Entwickler von Yandex.Shell und Yandex.Kit an der Programmierung des Launchers beteiligt waren, haben diese Projekte nur wenig gemeinsam. Im Gegensatz zum Launcher war das Kit auf Unternehmen ausgerichtet und wurde nicht über Google Play vertrieben. Das Monetarisierungsschema und die geografische Verteilung der Shell unterschieden sich grundlegend.
Am 8. Oktober 2015 wurde Yandex Launcher von Google Play unbeabsichtigterweise blockiert. Diese Blockierung auf Google Play wurde jedoch umgehend wieder aufgehoben.
Nach dem Start war der Launcher lediglich für Nutzer aus Lateinamerika verfügbar, anschließend wurde die Installation für Nutzer aus den EU-Ländern, USA, Russland und anderen Ländern freigegeben. Am 14. Dezember 2015 war die App dann weltweit verfügbar.
Im Oktober 2016 bot Yandex die Vorinstallation seiner Apps (einschließlich Yandex Launcher) für die Wiederverkäufer und Hersteller von Android-Smartphones an. Teilnehmer dieses Programms waren MTS (Russland), Multilaser (Brasilien), ZTE (China), Wileyfox (Großbritannien), Posh Mobile und andere.
Zu Beginn des Jahres 2016 war das ausländische Publikum des Dienstes dreimal größer als das russische Publikum.

## Technologie
Für die Generierung personalisierter Empfehlungen nutzt Yandex Launcher eine Technologie der künstlichen Intelligenz. Das System analysiert, welche der empfohlenen Apps vom Nutzer installiert oder ignoriert wurden und bestimmt auf der Grundlage dieser Vorhersagen, welche Apps später für den Nutzer von Interesse sein könnten. Je mehr ein Nutzer mit dem Launcher kommuniziert, desto exakter werden die Empfehlungen. Auch der Wohnort des Nutzers sowie seine Interessen und andere Faktoren wirken sich auf die Empfehlungen aus.
Beim Launcher handelt es sich um eines der „Discovery“-Produkte von Yandex. Auch Yandex Zen, das Bestandteil des Launchers ist, gehört zu dieser Kategorie.
Verschiedene Design-Elemente des Launchers werden durch Algorithmen generiert. Insbesondere werden die Farben der App-Informationskarten automatisch auf der Grundlage der Farbskala der App-Symbole ausgewählt.
Für das Durchsuchen des Internets nutzt Launcher die Suchmaschinen Yandex, Google oder Bing (je nach Auswahl des Benutzers).

## Monetarisierung
Die Monetarisierung von Launcher ist den integrierten Empfehlungsdiensten zu verdanken. Innerhalb des Yandex Zen-Inhaltsfeeds wird native Werbung angezeigt. Die meisten Empfehlungen im Empfehlungsdienst der App werden ohne Berücksichtigung der kommerziellen Komponente ausgewählt, installiert der Nutzer jedoch eine der kommerziellen Empfehlungen, erhält Yandex vom Werbenetzwerk eine Provision.
Nach den Daten von 2016 konnten die Geschäftsaktivitäten dieses „experimentellen Bereichs“ von Yandex (beinhaltet Yandex Launcher und Yandex Zen sowie eine Reihe anderer Produkte des Unternehmens) 153 Millionen Rubel an Umsatz generieren.

## Management
Der Leiter des Dienstes ist Fjodor Jeschow. Dieser arbeitete zuvor bei SPB Software und SPB TV.
Davor wurde dieses Projekt von Dmitrij Polischtschuk geleitet.

## Kritik
Yandex Launcher wurde aufgrund fehlender Möglichkeiten für die Feineinstellung der App kritisiert. Beispielsweise kann die Anzeige von Symbolnamen nicht ausgeschaltet werden. Kritik erfuhr Launcher außerdem aufgrund der kleinen Auswahl von Hintergrundbildern in der Online-Sammlung.

## Mitbewerber
Zwei der großen Suchmaschinenanbieter (Google und Yahoo) verfügen über eigene Launcher für Android.